# Sloanea woollsii
Sloanea woollsii, comúnmente conocido como el carabeen amarillo, es una especie grande de árbol con los contrafuertes entarimados que es nativa del noreste de Nueva Gales del Sur y el este de Queensland, Australia. Su límite más meridional se encuentra cerca de la población de Bulahdelah (32° S) en el Parque Forestal Tallowwood y la Reserva O'Sullivan's Gap.
S. woollsii es uno de los árboles más comunes en los bosques subtropicales de Australia, creciendo hasta 55 m de alto. Es una especie de vida longeva (hasta 800 años), de lento crecimiento y tolerante a la sombra.

## Taxonomía
Sloanea woollsii  fue descrita por Ferdinand von Mueller  y publicado en Fragmenta Phytographiae Australiae 6: 171 1868.
Sinonimia
- Echinocarpus woollsii F.Muell.	[3]

## Enlaces externos

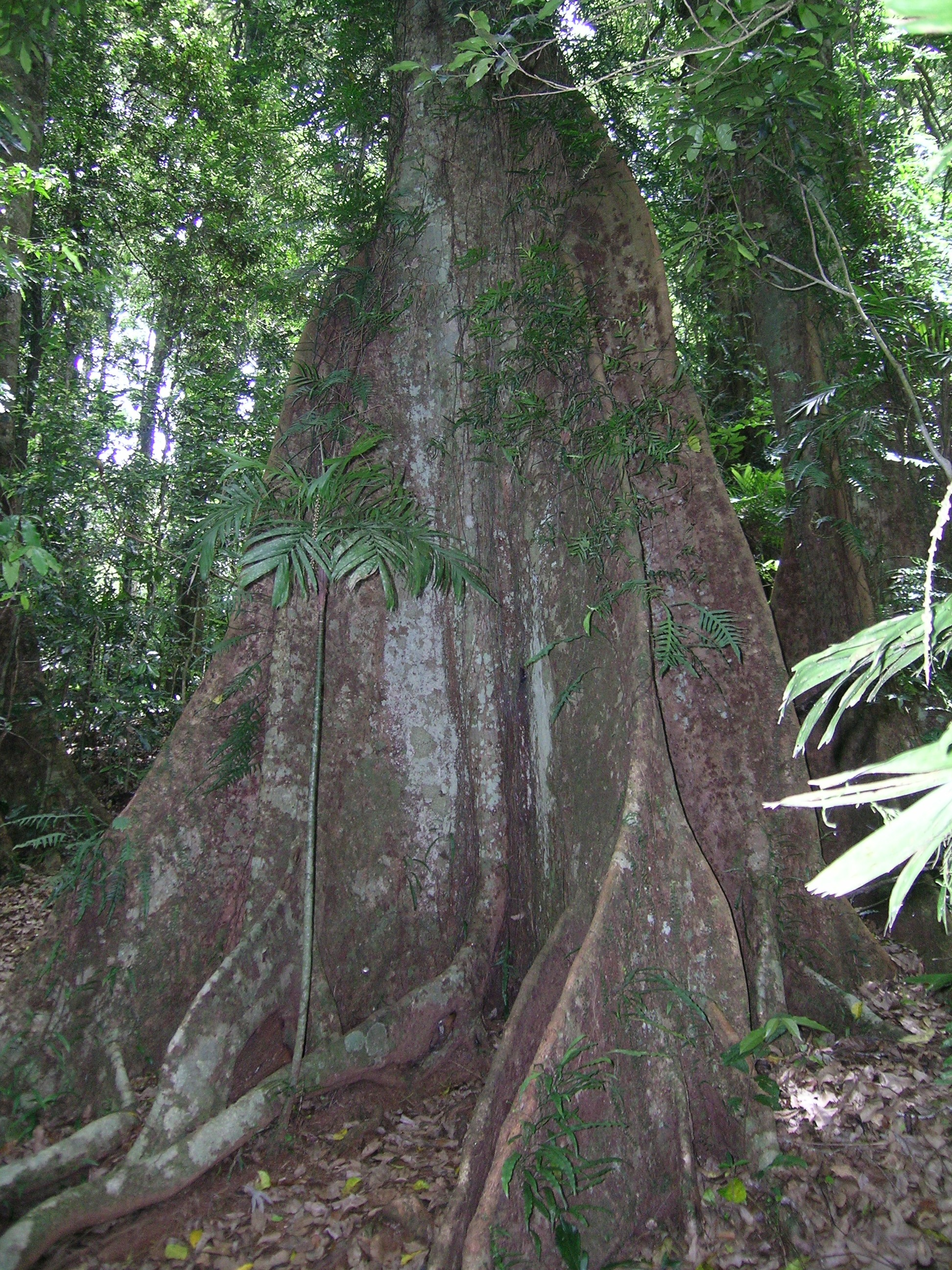
Carabeen amarillo junto a una palma en el Parque nacional Dorrigo, Nueva Gales del Sur
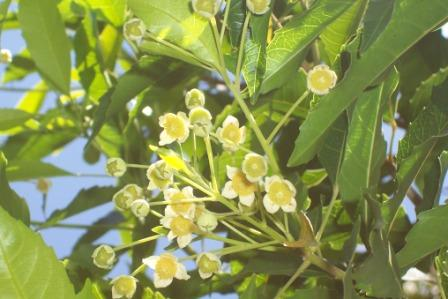
Flores de carabeen amarillo